# Don't Shed a Tear
Don't Shed a Tear is een nummer van de Britse zanger en muzikant Paul Carrack, bekend van Mike & the Mechanics. Het is de tweede single van zijn derde soloalbum One Good Reason uit 1987. In november dat jaar werd het nummer op single uitgebracht. Het nummer gaat over een op de klippen gelopen relatie, maar de ik-figuur zit er niet echt mee.

## Achtergrond
De plaat werd uitsluitend een radiohit in de VS, Canada, Nederland en het Verenigd Koninkrijk.
In thuisland het Verenigd Koninkrijk werd een bescheiden  60e positie behaald in de UK Singles Chart. In de VS was de plaat succesvoller met een 9e positie in de Billboard Hot 100. In Canada werd de 34e positie bereikt.
In Nederland was de plaat op vrijdag 13 november 1987 Veronica Alarmschijf op Radio 3 en werd mede hierdoor een radiohit in de destijds twee landelijke hitlijsten op de nationale publieke popzender. De plaat bereikte de 20e positie in zowel de Nederlandse Top 40 als de Nationale Hitparade Top 100. 
Buiten thuisland het Verenigd Koninkrijk, de Verenigde Staten, Canada en Nederland behaalde de plaat géén notering in de  hitlijsten.